# Frans Regoudt
Frans Regoudt (Blankenberge, 6 juli 1906 - Palma de Mallorca, 15 april 1977) was een Vlaams kunstschilder van landschappen, marines en portretten. Hij was gehuwd met Yvonne Claessens.

## Levensloop
Regoudts ouders hadden een hotel in Blankenberge. Hijzelf voelde er niets voor om in hun voetsporen te treden. Aan de Rijksnormaalschool in Blankenberge haalde hij in 1925 de onderwijzersakte (het diploma van onderwijzer). Hij had inmiddels veel contacten met de Blankenbergse landschap- en marineschilder Gadeyne (1857-1936), die hem de basisbegrippen van het schilderen bijbracht. Regoudt deed zijn studies schilderkunst aan de Gentse Academie.
In 1929 werd hij tekenleraar aan het Koninklijk Atheneum 1 Centrum Oostende, in opvolging van Auguste Distave. Hij integreerde zich vlot in het Oostendse artistieke milieu van toen en exposeerde nu en dan in de Galerie Studio: individuele tentoonstellingen in februari 1934, maart 1935 en februari 1936. In Oostende werd hij algauw een veelgevraagd portrettist die modieuze, flatterende portretten wist te schilderen.
In 1941 ontkwam hij naar Amerika waar hij in New York ook al een succesrijk portrettist werd. Hij schilderde onder andere Herbert Hoover (voormalig president van de Verenigde Staten) en Thomas Curran, secretaris van de staat New York. Hij gaf er drie jaar les aan de Academy of Allied Arts en hield daar ook tentoonstellingen.
Na de oorlog keerde hij naar Oostende terug. In 1949 werd hij als inspecteur van het kunstonderwijs aangesteld. Elk jaar hield hij een bescheiden individuele tentoonstelling in een Blankenbergse galerie. Rond 1954 woonde hij op het Heilig Hartplein 13 in Oostende. Later had hij een kunstgalerie “De Kwinte” in de Vlaanderenstraat 35. Daar was ook zijn atelier. Dat werd nadien in gebruik genomen door de marineschilder Roger Cools. Na zijn opruststelling in 1965 verbleef Regoudt vaak op het zonnige Mallorca, waar hij twaalf jaar later stierf.

## Situering
Regoudt doorliep het postimpressionisme, het expressionisme, de nieuwe zakelijkheid, het non-figuratieve en het surrealisme dat bij hem eerder magisch realisme was. In zijn schilderijen liet hij zich voornamelijk inspireren door de zee, de stad en het dorp. Verder zijn er ook heel wat naakten en portretten. Bij de geportretteerden hoorden de jonge Gella Allaert, de latere zeer bekende actrice.
- Hij verzorgde voor de Tweede Wereldoorlog het omslagontwerp van de programmaboekjes van het Oostendse amateurtoneelgezelschap "Hendrik Consciences Vrienden".
- In Blankenberge is een straat naar hem genoemd (Frans Regoudthelling).

## Musea en openbare verzamelingen
- Blankenberge, Gemeentelijke verzameling : "Zelfportret" (1926), "Schepen in de haven" (1929), "Zelfportret", "Gestutte gebouwen" (1964), "Schoorsteen", "Strandgezicht", "Zonsondergang", "Zeil", "Strandzetel" en "De Strandzoekers".
- Oostende, Mu.ZEE (Kunstmuseum aan Zee) (voorheen in Museum voor Schone Kunsten Oostende) : "Marine" en "Toren van Lissewege".